# Adioristus
Adioristus är ett släkte av skalbaggar. Adioristus ingår i familjen vivlar.

## Dottertaxa tillAdioristus, i alfabetisk ordning[1]
- Adioristus acuminatus
- Adioristus albostrigosus
- Adioristus angustatus
- Adioristus apiculatus
- Adioristus aspericollis
- Adioristus aureolus
- Adioristus axillaris
- Adioristus bolivianus
- Adioristus brachyderoides
- Adioristus bruchi
- Adioristus chilensis
- Adioristus conspersus
- Adioristus costatus
- Adioristus crassirostris
- Adioristus ebeninus
- Adioristus fuegianus
- Adioristus fulvipes
- Adioristus gonoderus
- Adioristus leprus
- Adioristus lineatus
- Adioristus magellanicus
- Adioristus montanus
- Adioristus mucronatus
- Adioristus nitidiventris
- Adioristus oblongus
- Adioristus perforatus
- Adioristus praelongus
- Adioristus pubescens
- Adioristus pumilus
- Adioristus puncticollis
- Adioristus punctulatus
- Adioristus simplex
- Adioristus sitonoides
- Adioristus sparsesetosus
- Adioristus squamulatus
- Adioristus subdenudatus
- Adioristus subsquameus
- Adioristus sulcatus
- Adioristus unicolor
- Adioristus villosulus